# Veltak

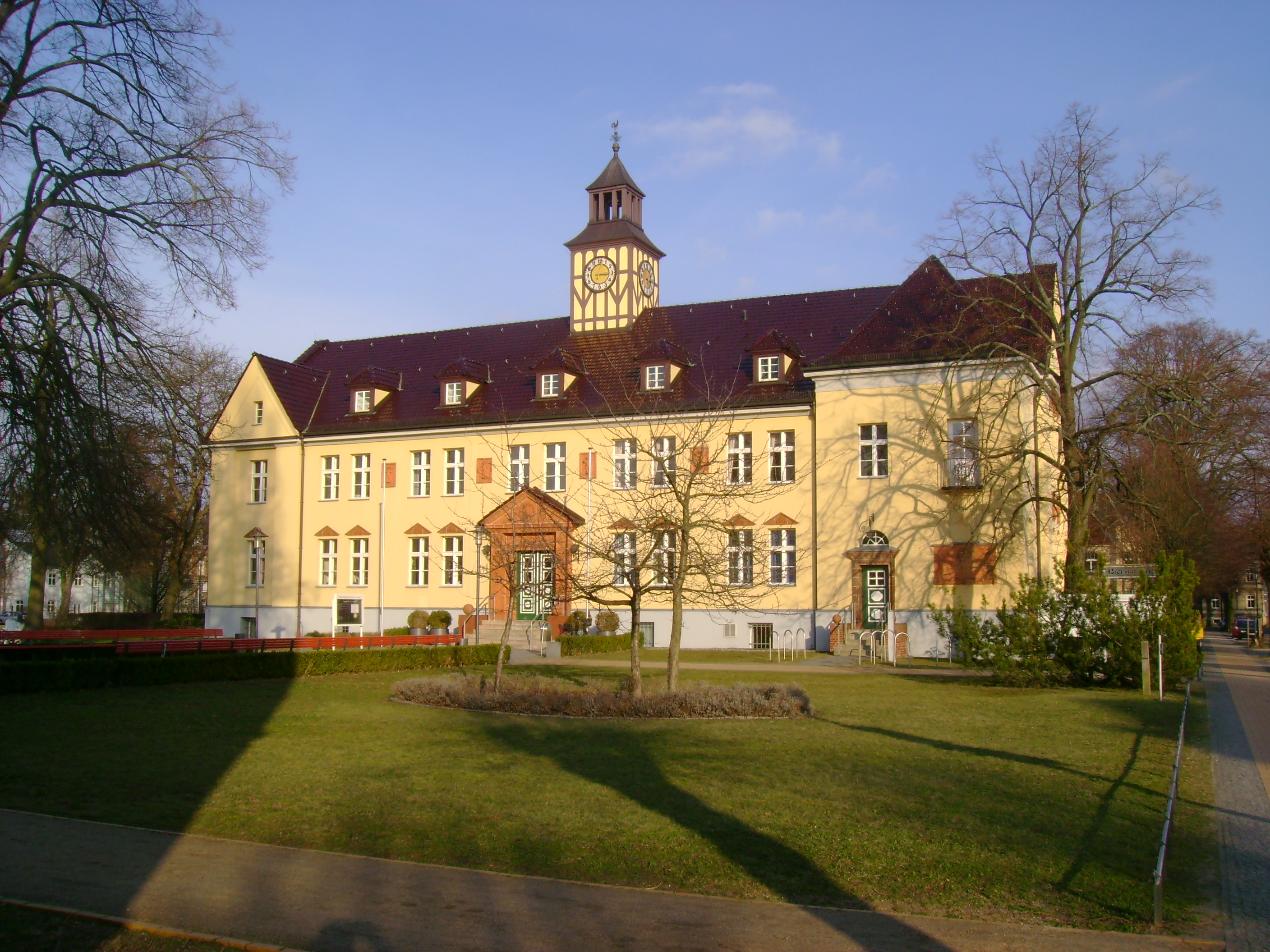
Rathaus Velten mit Terrakottaschmuck am Hauptportal und über den Fenstern angefertigt von der Richard Blumenfeld Veltener Ofenfabrik AG.

Die Veltak (offiziell: VVB Glas-Keramik, Werk Kachelfabrik Veltak) war in den 1960er Jahren die größte Ofenkachelfabrik Europas und  hatte ihren Sitz in der brandenburgischen Stadt Velten.

## Geschichte

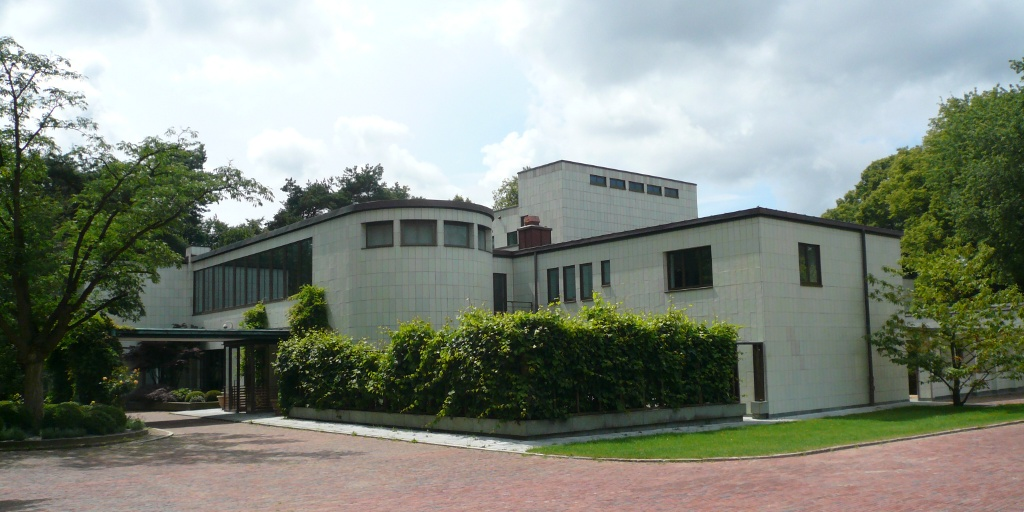
Das Anfang der 1930er Jahre gebaute Haus von Philipp Fürchtegott Reemtsma, mit Keramikplatten der Richard Blumenfeld Veltener Ofenfabrik AG

Aktie über 100 RM der Veltag vom April 1940

Vorgänger der Veltak war die 1871 in der damaligen Friedrichstraße 32 (heutige Rosa-Luxemburg-Straße) gegründete Ofenfabrik Klaetsch & Kellermann, die 1880 vom Zimmermeister Sittel und 1884 von Treuherz und Hermann Blumenfeld übernommen wurde. Dessen Sohn Richard Blumenfeld übernahm 1890 die Leitung der Fabrik. Als sie 1905 in eine Aktiengesellschaft umgewandelt wurde, behielt er den Vorsitz und übernahm im Laufe der Jahre weitere Ofenfabriken in Velten. Im Jahre 1925 war die Richard Blumenfeld Veltener Ofenfabrik AG die größte Ofenfabrik vor Ort. Der gesundheitlich angeschlagene Richard Blumenfeld musste zwischen 1930 und 1933 den Vorsitz der Aktiengesellschaft ruhen lassen. 

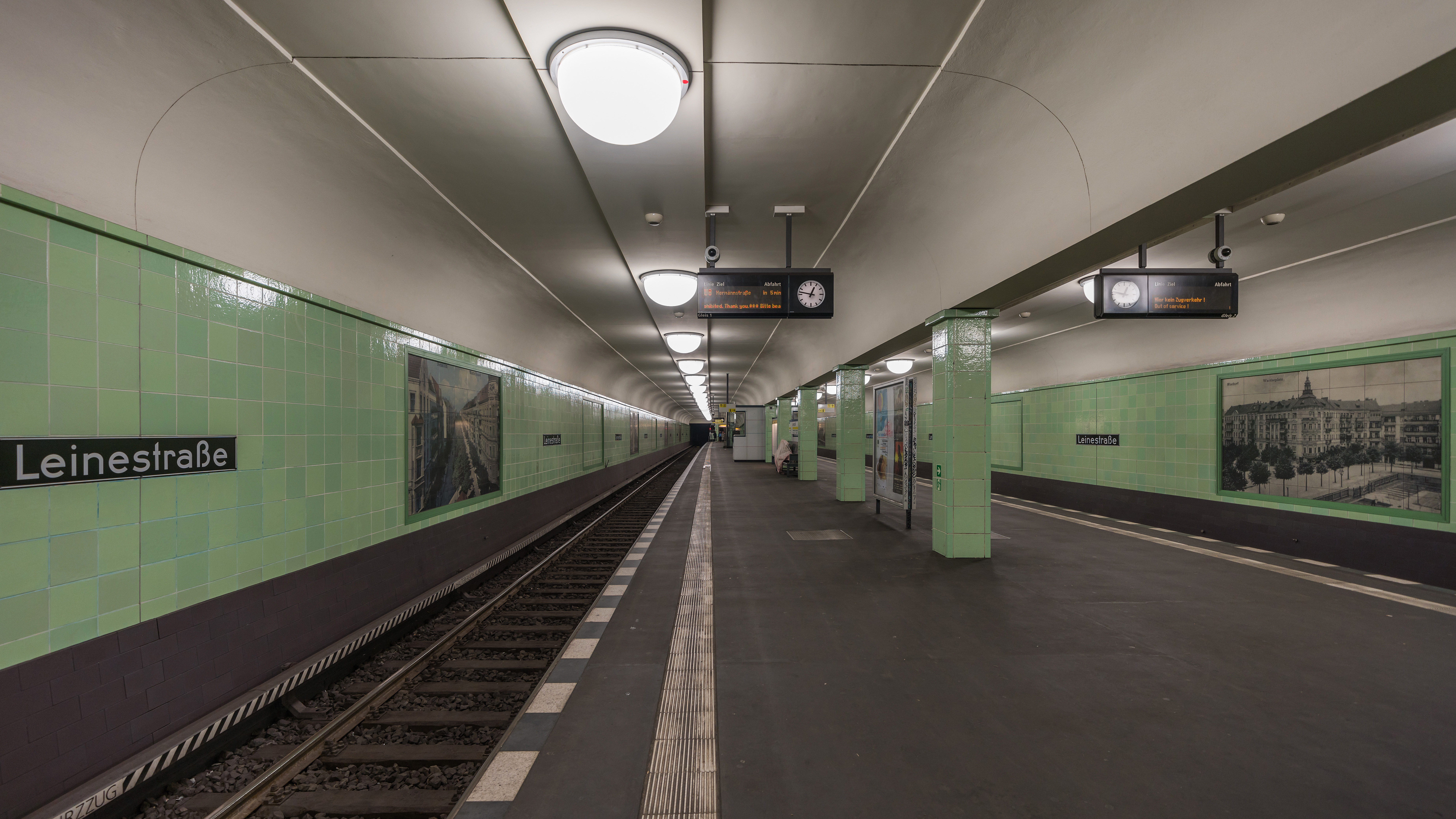
Die Wandfliesen des 1929 eröffneten U-Bahnhofs Leinestraße in Berlin stammen von der Richard Blumenfeld Veltener Ofenfabrik AG.

Danach, in der Zeit des Nationalsozialismus, drängte man den jüdischen Unternehmer als Vorsitzenden der Aktiengesellschaft aus dem Amt und benannte das Unternehmen in Veltag, Veltener Ofen- und Keramik AG um. Zu Beginn des Zweiten Weltkrieges war die Veltag als kriegswichtiger Betrieb eingestuft. Trotzdem verringerte sich die Belegschaft und die Zahl der Facharbeiter nahm ab. Eine Folge daraus war, dass die Qualität sank und die Lieferzeit für einen Kachelofen zwei bis vier Monate, später noch mehr, betrug. Bei der Veltag wurden 1944 auch Zwangsarbeiter aus der Sowjetunion eingesetzt.
Nach dem Krieg nahmen die Veltag trotz teilweiser Demontage durch die sowjetischen Behörden ihre Produktion wieder auf. Doch schon am 1. Januar 1947 wurde sie enteignet, dem VEB Steine-Erden zugeteilt und später in VVB Glas-Keramik Werk Kachelfabrik Veltak umbenannt. Der inzwischen erweiterte Standort war die Rosa-Luxemburg-Straße 93–105. (ehemalige Friedrichstraße) In der DDR lag 1968 der Kachelofenanteil an der Wärmeerzeugung in Privathaushalten bei 84 %. Dementsprechend investierte der Staat 1961 in die Veltak in der rund 325 Arbeiter im Schichtdienst täglich 60 Tonnen Ofenkacheln herstellten. Damit war sie das größte Kachelwerk in Europa. Besondere Anfertigungen, wie handbemalte Ofenkacheln, gingen gegen Devisen in den Export nach Österreich, Schweden oder Kanada.
Das Werk unterstand dem VEB Plattenwerk Max Dietel in Meißen und später bis zur politischen  Wende dem Kombinat Fliesen und Sanitärkeramik in Boizenburg/Elbe. Im Jahr 1990 erfolgte die Umbenennung in Veltak, Veltener Ofenkachel und Keramik GmbH, die 1997 endgültig ihre Produktion einstellen musste. Zuletzt hatten noch 25 Mitarbeiter dort gearbeitet.